# Sorokî, Buceaci
Sorokî (în ucraineană Сороки) este o comună în raionul Buceaci, regiunea Ternopil, Ucraina, formată numai din satul de reședință.

## Demografie
Componența lingvistică a comunei Sorokî
     Ucraineană (99,6%)
     Alte limbi (0,4%)
Conform recensământului din 2001, majoritatea populației comunei Sorokî era vorbitoare de ucraineană (99,6%), existând în minoritate și vorbitori de alte limbi.